# شميلة (ردمان)

تعديل مصدري - تعديل

شميلة هي إحدى قرى عزلة المريه بني مر بمديرية ردمان التابعة لمحافظة البيضاء، بلغ تعداد سكانها 193 نسمة حسب تعداد اليمن لعام 2004.